# 宝熙
宝 熙（ほう き、繁体字: 寶 熙; 簡体字: 宝 熙; 拼音: Bǎoxī; ウェード式: Pao-hsi）は、清末・中華民国・満洲国の政治家。字は瑞臣。号は沈盦。満洲正藍旗の人。

## 事績

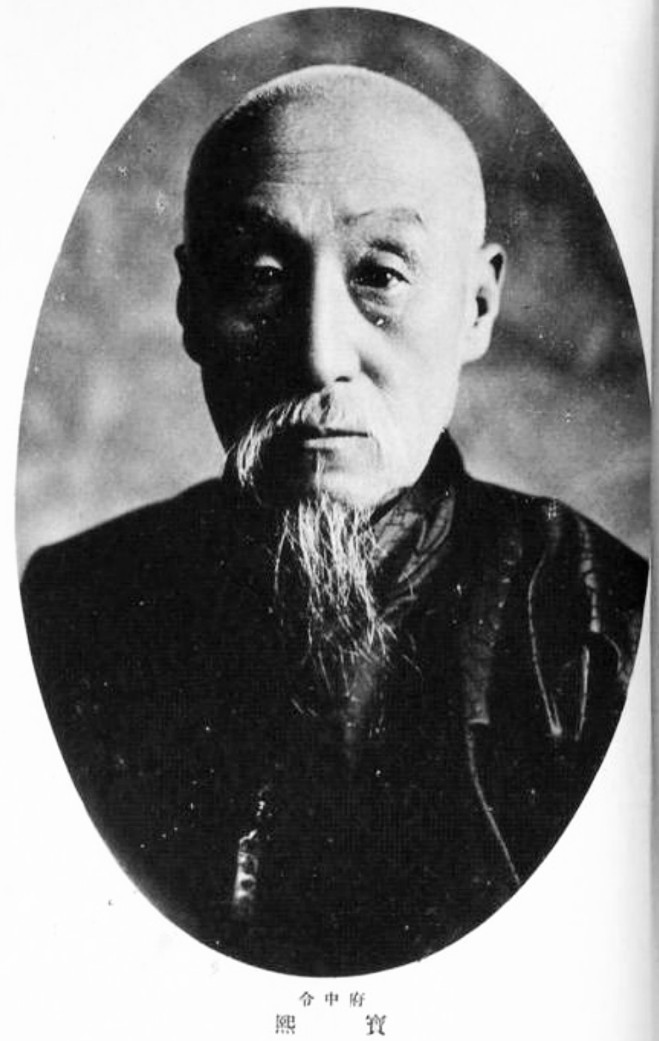
『大満洲国建国紀念写真帖』(1934年)

1892年（光緒18年）、壬辰科進士となる。以後、翰林院侍読、国子監祭酒、内閣学士、度支部右侍郎、学部左侍郎、山西省学政、憲政編査館提調、修訂法律大臣、総理禁煙事務大臣、実録館副総裁、崇文門副監督を歴任した。中華民国成立後も政界に留まり、北京大総統府政治顧問、政治会議会員に任ぜられ、1914年（民国3年）3月には鑲白旗漢軍副都統、約法会議議員となっている。5月、参政院参政となった。
1932年（大同元年）3月9日に満洲国が正式に建国され、この際に宝熙は執政府内務処長に任命された。満州帝国に改組された1934年（康徳元年）3月1日に参議府参議へ移り、1937年（康徳4年）5月7日に宮内府顧問官に転じた。1942年（康徳9年）10月22日、死去。享年72。

## 注
1. ↑  徐主編（2007）、2834-35頁。
2. ↑  郭主編（1990）、1750頁。
3. 1 2  郭主編（1990）、1768頁。
4. ↑  「満州国内閣改造きょう発表、六大官勇退」『東京朝日新聞』1937年5月8日夕刊。